# Temporada 2013 de MotoGP
La temporada 2013 de MotoGP fue la 65.ª edición de la categoría principal del Campeonato del Mundo de Motociclismo.

## Calendario
El campeonato de 2013 incluye una nueva carrera en Estados Unidos, que tendrá lugar en el Circuito de las Américas.
| #  | Fecha            | Gran Premio                            | Circuito         | Ganador         |
| -- | ---------------- | -------------------------------------- | ---------------- | --------------- |
| 1  | 7 de abril       | Gran Premio de Catar                   | Losail, Doha     | Jorge Lorenzo   |
| 2  | 21 de abril      | Gran Premio de las Américas            | Américas         | Marc Márquez    |
| 3  | 5 de mayo        | Gran Premio de España                  | Jerez            | Dani Pedrosa    |
| 4  | 19 de mayo       | Gran Premio de Francia                 | Bugatti, Le Mans | Dani Pedrosa    |
| 5  | 2 de junio       | Gran Premio de Italia                  | Mugello          | Jorge Lorenzo   |
| 6  | 16 de junio      | Gran Premio de Cataluña                | Montmelo         | Jorge Lorenzo   |
| 7  | 29 de junio      | TT Assen                               | Assen            | Valentino Rossi |
| 8  | 14 de julio      | Gran Premio de Alemania                | Sachsenring      | Marc Márquez    |
| 9  | 21 de julio      | Gran Premio de Estados Unidos          | Laguna Seca      | Marc Márquez    |
| 10 | 18 de agosto     | Gran Premio de Indianápolis            | Indianápolis     | Marc Márquez    |
| 11 | 25 de agosto     | Gran Premio de la República Checa      | Brno             | Marc Márquez    |
| 12 | 1 de septiembre  | Gran Premio de Gran Bretaña            | Silverstone      | Jorge Lorenzo   |
| 13 | 15 de septiembre | Gran Premio de San Marino              | Misano           | Jorge Lorenzo   |
| 14 | 29 de septiembre | Gran Premio de Aragón                  | Aragón           | Marc Márquez    |
| 15 | 13 de octubre    | Gran Premio de Malasia                 | Sepang           | Dani Pedrosa    |
| 16 | 20 de octubre    | Gran Premio de Australia               | Phillip Island   | Jorge Lorenzo   |
| 17 | 27 de octubre    | Gran Premio de Japón                   | Motegi           | Jorge Lorenzo   |
| 18 | 10 de noviembre  | Gran Premio de la Comunidad Valenciana | Cheste           | Jorge Lorenzo   |

## Participantes

### MotoGP
| Equipos de fábrica        | Equipos de fábrica | Equipos de fábrica | Equipos de fábrica      | Equipos de fábrica | Equipos de fábrica | Equipos de fábrica |
| Equipo                    | Constructor        | Constructor        | Moto                    | N.º                | Piloto             | Rondas             |
| ------------------------- | ------------------ | ------------------ | ----------------------- | ------------------ | ------------------ | ------------------ |
| Ducati Team               | Ducati             | Ducati             | Ducati Desmosedici GP13 | 04                 | Andrea Dovizioso   | 1-18               |
| Ducati Team               | Ducati             | Ducati             | Ducati Desmosedici GP13 | 69                 | Nicky Hayden       | 1-18               |
| Ducati Test Team          | Ducati             | Ducati             | Ducati Desmosedici GP13 | 51                 | Michele Pirro      | 3, 5, 18           |
| Repsol Honda Team         | Honda              | Honda              | Honda RC213V            | 26                 | Dani Pedrosa       | 1-18               |
| Repsol Honda Team         | Honda              | Honda              | Honda RC213V            | 93                 | Marc Márquez       | 1-18               |
| Yamaha YSP Racing Team    | Yamaha             | Yamaha             | Yamaha YZR-M1           | 21                 | Katsuyuki Nakasuga | 17                 |
| Yamaha Factory Racing     | Yamaha             | Yamaha             | Yamaha YZR-M1           | 46                 | Valentino Rossi    | 1-18               |
| Yamaha Factory Racing     | Yamaha             | Yamaha             | Yamaha YZR-M1           | 99                 | Jorge Lorenzo      | 1-18               |
| Equipos independientes    |                    |                    |                         |                    |                    |                    |
| Equipo                    | Constructor        | Constructor        | Moto                    | N.º                | Piloto             | Rondas             |
| Ignite Pramac Racing      | Ducati             | Ducati             | Ducati Desmosedici GP13 | 11                 | Ben Spies          | 1-2, 5, 10         |
| Ignite Pramac Racing      | Ducati             | Ducati             | Ducati Desmosedici GP13 | 15                 | Alex de Angelis    | 9                  |
| Ignite Pramac Racing      | Ducati             | Ducati             | Ducati Desmosedici GP13 | 51                 | Michele Pirro      | 4, 6-8, 11-13      |
| Ignite Pramac Racing      | Ducati             | Ducati             | Ducati Desmosedici GP13 | 68                 | Yonny Hernández    | 14-18              |
| Energy T.I. Pramac Racing | Ducati             | Ducati             | Ducati Desmosedici GP13 | 29                 | Andrea Iannone     | 1-8, 10-18         |
| LCR Honda MotoGP          | Honda              | Honda              | Honda RC213V            | 6                  | Stefan Bradl       | 1-18               |
| GO&FUN Honda Gresini      | Honda              | Honda              | Honda RC213V            | 19                 | Álvaro Bautista    | 1-18               |
| Monster Yamaha Tech 3     | Yamaha             | Yamaha             | Yamaha YZR-M1           | 35                 | Cal Crutchlow      | 1-18               |
| Monster Yamaha Tech 3     | Yamaha             | Yamaha             | Yamaha YZR-M1           | 38                 | Bradley Smith      | 1-18               |
| Equipos CRT               |                    |                    |                         |                    |                    |                    |
| Equipo                    | Constructor        | Motor              | Moto                    | N.º                | Piloto             | Rondas             |
| Power Electronics Aspar   | ART                | Aprilia            | ART GP13                | 14                 | Randy de Puniet    | 1-18               |
| Power Electronics Aspar   | ART                | Aprilia            | ART GP13                | 41                 | Aleix Espargaró    | 1-18               |
| Cardion AB Motoracing     | ART                | Aprilia            | ART GP13                | 17                 | Karel Abraham      | 1-11, 13           |
| Cardion AB Motoracing     | ART                | Aprilia            | ART GP13                | 23                 | Luca Scassa        | 14-18              |
| Paul Bird Motorsport      | ART                | Aprilia            | ART GP13                | 68                 | Yonny Hernández    | 1-13               |
| Paul Bird Motorsport      | ART                | Aprilia            | ART GP13                | 70                 | Michael Laverty    | 14-18              |
| Paul Bird Motorsport      | PBM                | Aprilia            | PBM 01                  | 50                 | Damian Cudlin      | 14-18              |
| Paul Bird Motorsport      | PBM                | Aprilia            | PBM 01                  | 70                 | Michael Laverty    | 1-13               |
| Came IodaRacing Project   | Ioda-Suter         | BMW                | Suter MMX1              | 9                  | Danilo Petrucci    | 1-18               |
| Came IodaRacing Project   | Ioda-Suter         | BMW                | Suter MMX1              | 52                 | Lukas Pesek        | 1-18               |
| Remus Racing Team         | S&B-Suter          | BMW                | Suter MMX1              | 45                 | Martin Bauer       | 11, 18             |
| GO&FUN Honda Gresini      | FTR-Honda          | Honda              | FTR MGP13               | 67                 | Bryan Staring      | 1-18               |
| NGM Mobile Forward Racing | FTR-Kawasaki       | Kawasaki           | FTR MGP13               | 5                  | Colin Edwards      | 1-18               |
| NGM Mobile Forward Racing | FTR-Kawasaki       | Kawasaki           | FTR MGP13               | 71                 | Claudio Corti      | 1-18               |
| Avintia Blusens           | FTR                | Kawasaki           | FTR MGP13               | 7                  | Hiroshi Aoyama     | 1-6, 8-18          |
| Avintia Blusens           | FTR                | Kawasaki           | FTR MGP13               | 8                  | Héctor Barberá     | 1-18               |
| Avintia Blusens           | FTR                | Kawasaki           | FTR MGP13               | 22                 | Iván Silva         | 7                  |
| Avintia Blusens           | FTR                | Kawasaki           | FTR MGP13               | 77                 | Javier del Amor    | 6                  |
| Attack Performance Racing | APR                | Kawasaki           | APR                     | 79                 | Blake Young        | 2, 9-10            |
| GP Tech                   | BCL                | Suzuki             | BCL GP212               | 44                 | Michael Barnes     | 2                  |

| Leyenda             | Leyenda |
| ------------------- | ------- |
| Piloto regular      |         |
| Piloto novato       |         |
| Piloto invitado     |         |
| Piloto de reemplazo |         |

#### Cambios de equipos y pilotos
- Andrea Dovizioso reemplaza a Valentino Rossi como piloto oficial Ducati para los años 2013 y 2014, tras pasar una temporada en el equipo semioficial Monster Yamaha Tech 3.[16]
- Marc Márquez debuta en la categoría de MotoGP, compitiendo en el Repsol Honda Team tras la flexibilización de las normas que impedían a los pilotos debutantes incorporarse a equipos de fábrica.[19]
- Tras dos temporadas en Ducati, Valentino Rossi vuelve a Yamaha.[21]
- Bradley Smith, piloto de Tech 3 en la categoría de Moto2 durante las temporadas 2011 y 2012, participa en 2013 en MotoGP, pilotando para el equipo Monster Yamaha Tech 3.[32]
- En julio de 2012, Ben Spies anunció que dejaba el equipo Yamaha Factory Racing al finalizar la temporada 2012 para ir al equipo satélite de Ducati.[50]